# Adamowka (rejon adamowski)
Adamowka (ros. Адамовка) – osiedle w Rosji, w obwodzie orenburskim, ośrodek administracyjny rejonu adamowskiego. W 2010 liczyło 7733 mieszkańców.